# Carolina Nordh
Carolina Nordh (1º febbraio 1986) è un'ex sciatrice alpina svedese.
È sorella di Fredrik, a sua volta sciatore alpino di alto livello.

## Biografia
Originaria di Sundbyberg e attiva in gare FIS dal novembre del 2001, in Coppa Europa la Nordh esordì il 2 dicembre 2004 a Åre in slalom speciale (48ª), ottenne il miglior piazzamento il 25 novembre 2007 a Levi in slalom gigante (14ª) e prese per l'ultima volta il via il 20 dicembre 2007 a Courchevel in slalom speciale, senza completare la gara. Si ritirò durante la stagione 2011-2012 e la sua ultima gara fu uno slalom gigante universitario disputato il 23 febbraio a Bridger Bowl, chiuso dalla Nordh al 9º posto; in carriera non debuttò in Coppa del Mondo 
né prese parte a rassegne olimpiche o iridate.

## Palmarès

### Coppa Europa
- Miglior piazzamento in classifica generale: 138ª nel 2008

### Campionati svedesi
- 2 medaglie:
  - 1 oro (combinata nel 2005[2])
  - 1 argento (slalom speciale nel 2005)